# Anime tại châu Âu
Anime tại châu Âu phát triển mạnh mẽ trên sóng truyền hình; các quốc gia như Tây Ban Nha, Ý, Pháp trong thập niên 1970 và thập niên 1980 đã nhận một 'cuộc xâm lược hòa bình'.

## Pháp
Thập niên 1960, Hakujaden đã được chiếu rạp tại Pháp. Năm 1971, anime hợp tác Pháp-Nhật Oum le Dauphin phát sóng trên truyền hình Pháp. Từ năm 1972, Office de Radiodiffusion Télévision Française (ORTF) phát sóng Sư tử trắng Kimba, Calimero, Barbapapa, Ribon no Kishi nhưng không thành công lớn bởi các đài truyền hình tại Pháp không nhận thức nguồn gốc hoạt hình Nhật Bản khi nhập khẩu lại từ Hoa Kỳ, Ý, Vương quốc Liên hiệp Anh và Bắc Ireland. UFO Robot Grendizer phát sóng trên Récré A2 vào ngày 3 tháng 7 năm 1978, phim trở thành hiện tượng văn hóa đại chúng trên truyền hình tại Pháp và giúp nhập khẩu anime bùng nổ sau đó. Người trưởng thành cáo buộc anime ảnh hưởng xấu đến trẻ em Pháp sau khi Paris Match giới thiệu 'thế hệ Goldorak' năm 1979 và nghiên cứu tác động anime của nhà tâm lý học Liliane Lurçat năm 1981. Hiện tượng 'thế hệ Goldorak' hình thành do nhập khẩu hoạt hình Nhật Bản giá rẻ; thị phần truyền hình phủ sóng gần 84,2% gia đình Pháp năm 1975, tăng 91% năm 1982, 95% năm 1990; tiêu thụ truyền hình tăng gấp bốn lần từ năm 1980 đến 1992. Từ năm 1978, France 2 phát sóng Candy Candy, Heidi, Cô bé đến từ vùng núi Alps, Captain Future; Récré A2 phát sóng Captain Harlock đã đánh dấu 'thế hệ Goldorak'. Các đài truyền hình phân tách từ ORTF (France 2, TF1, France 3) xây dựng các chuyên mục anime dành cho thanh thiếu niên tại Pháp như Récré A2 (1978), Les Visiteurs du mercredi (1975), La Cinq (1986), Youpi ! L'école est finie (1987), Club Dorothée (1987).

Số lượng anime phát sóng trên truyền hình Pháp, giai đoạn 1971-2009.

Thập niên 1980, 'cuộc xâm lược hòa bình' của anime Nhật Bản đã tạo tác động lớn tới văn hóa đại chúng tại Pháp với nhiều phim như Ulysses 31, Ie Naki Ko, Kobura, Astro Boy, Versailles no Bara, Dragon Ball, Saint Seiya. Bộ trưởng Bộ Văn hóa Pháp Jack Lang năm 1983 cho rằng đã xảy ra một cuộc xâm lược văn hóa, quyết định cấp ngân sách tài trợ cho các nhà sản xuất hoạt hình nội địa. 80% hoạt hình trên TF1 và France 2 năm 1984 có nguồn gốc nước ngoài, tăng lên 90% với hoạt hình Nhật Bản và Hoa Kỳ trên truyền hình Pháp năm 1985. Thập niên 1990, La Cinq và Club Dorothée rất thu hút khán giả trẻ, La Cinq dừng phát sóng năm 1992 thì Club Dorothée trở thành chương trình hàng đầu phát sóng anime hoặc sản phẩm Nhật-Pháp với 35% trên Récré A2 (1978-1988) và 78,5% trên Club Dorothée (1987-1999). Đầu thập niên 1990, chống lại truyền hình Pháp gia tăng, kéo theo làn sóng chống lại hoạt hình Nhật Bản từ Cơ quan phát thanh truyền hình Pháp (CSA) và hội phụ huynh khiến Mediawan Thematics (quản lý chuyên mục thanh thiếu niên trên TF1) thuê một nhóm nhà tâm lý học phân tích các chuyển thể anime dành cho thanh thiếu niên. Năm 1993, Club Dorothée đã buộc phải xin lỗi trước áp lực từ chính khách, báo chí Pháp với các cáo buộc liên quan đến đạo đức giới trẻ. Chiến lược xóa yếu tố hoạt hình Nhật Bản nhằm tránh khiếu nại 'xâm lược văn hóa', AnimeLand thành lập năm 1991 với mục tiêu bảo vệ hoạt hình Nhật Bản và cáo buộc kiểm duyệt làm biến chất tác phẩm nguyên tác như Thủy thủ Mặt Trăng, Kyūtī Hanī. Giữa thập niên 1990, hạn ngạch thương mại tại Pháp bắt buộc các đài truyền hình phát sóng hơn 60% hoạt hình do châu Âu thực hiện, 40% thị phần còn lại dành cho hoạt hình Hoa Kỳ và Nhật Bản. Nhập khẩu anime trên truyền hình Pháp vẫn tiếp tục đến năm 1997, sau đó dừng nhập khẩu. Thập niên 2000, các kênh truyền hình quay lại phát sóng anime, hiện tượng Pokémon và Cardcaptor Sakura, Ojamajo Doremi thành công lớn trên các kênh Fox Kids, TF1, M6, France 5. Anime hồi sinh tại Pháp trên nhiều kênh truyền hình như Mangas, Fox Kids, Game One, Teletoon, Virgin 17, AB1, France 4, Les Zouzous, cùng các kênh truyền hình mới (Gong, KZTV, J-One) và dịch vụ stream bản quyền (Netflix, Crunchyroll, Anime Digital Network, Wakanim). Giai đoạn 1971-2009, anime chiếm 66% với 318 trong tổng số 484 phim Nhật Bản nhập khẩu đã chiếu trên truyền hình Pháp.

## Vương quốc Anh
Vương quốc Liên hiệp Anh và Bắc Ireland gần như không phát sóng anime trên truyền hình, nhưng khi thị trường băng đĩa tại gia được hợp nhất từ cuối thập niên 1980 với kỷ lục doanh thu băng đĩa VHS của Akira và Manga Entertainment thành lập năm 1991 thì thực tế này đã thay đổi; khác với Ý và Pháp khi anime tại Vương quốc Liên hiệp Anh và Bắc Ireland chỉ phổ biến vào nửa cuối thập niên 1990. Tạp chí chuyên biệt dần hình thành tại Vương quốc Liên hiệp Anh và Bắc Ireland như Anime UK (1990), Manga Mania (1993), Anime FX (1996). Đầu thập niên 1990, anime được phát sóng trên truyền hình đêm khuya (BBC, Channel 4) nhưng sau đó dần biến mất và xuất hiện trở lại vào nửa cuối thập niên 1990 bởi những định kiến từ báo chí Vương quốc Liên hiệp Anh và Bắc Ireland gắn kết với bạo lực tình dục phụ nữ, các hãng phân phối đã nhập khẩu nhiều phim liên quan đến bạo lực thuộc thị phần tương đối nhỏ tại Nhật Bản. Phát sóng anime trên truyền hình vào thập niên 2000 gia tăng (CNX, AnimeCentral, Showcase TV, Jetix, Channel 4, Syfy) nhưng chưa tạo tác động văn hóa đại chúng bởi vì người Anh bị ảnh hưởng từ hoạt hình Walt Disney và kiểm duyệt từ Đạo luật Công lý và Tư pháp 2009. Thập niên 2010, anime tại Vương quốc Liên hiệp Anh và Bắc Ireland tiếp tục mở rộng thị trường băng đĩa tại gia (Manga Entertainment, Anime Limited, MVM Entertainment) và phát trực tuyến (Crunchyroll, Netflix).

## Tây Ban Nha
Đầu thập niên 1970, Tây Ban Nha phát sóng Mach GoGoGo, Mazinger Z; trong đó Heidi, Cô bé đến từ vùng núi Alps, Gatchaman, Haha wo tazunete sanzenri tạo thành cơn sốt với khán giả. Phiên bản biên tập rút gọn Mazinger Z do Toei Animation cấp phép tại Tây Ban Nha bị chỉ trích bạo lực, gây hấn, phân biệt giới tính, gắn kết với Mani giáo và được miêu tả như "một thần thoại hóa cuồng tín vào công nghệ Hoa Kỳ đã thiết lập ảnh hưởng tại Nhật Bản như một thuộc địa"; phim bị gián đoạn phát sóng gần ba tháng và phát sóng trở lại vào đầu năm 1979.  Thập niên 1980, Candy Candy, Kōtetsu Jīgu, Captain Harlock, Uchū Senkan Yamato, Robotech được phát sóng. Giai đoạn 1978-1983, hơn 80 anime đã được phát sóng trên truyền hình Tây Ban Nha và 183 anime truyền hình được nhập khẩu tại Ý. Nguyên nhân anime bùng nổ chậm hơn Pháp và Ý do thập niên 1980 thiếu các đài truyền hình tư nhân, xu hướng hợp tác sản xuất hoạt hình châu Âu-Nhật Bản mà BRB Internacional là tiên phong. Thập niên 1990, thời đại hoàng kim anime bùng nổ tại Tây Ban Nha với Saint Seiya, Dragon Ball, Tsubasa Giấc mơ sân cỏ, Rurouni Kenshin, Shin – Cậu bé bút chì, Kimagure Orenji Rōdo, City Hunter, Thủy thủ Mặt Trăng, Slayers bắt đầu hình thành nên nhóm phim hoạt hình bao quát được sản xuất tại Nhật Bản với các đặc điểm phong cách tương tự; nguyên nhân do các kênh truyền hình tư nhân mới xuất hiện (Antena 3, Telecinco) và nhập khẩu lại anime giá rẻ từ Pháp, Ý. Thập niên 2000, anime được phát sóng tại Tây Ban Nha gia tăng nhưng vẫn thấp so với số lượng phim phát sóng tại Nhật Bản. Anime được phát sóng trên các kênh truyền hình tại Tây Ban Nha như Cuatro, Jetix, Buzz, Boing, Cartoon Network, Animax.

## Đức
Ngày 16 tháng 3 năm 1961, Shōnen Sarutobi Sasuke chiếu rạp tại Đức. Truyền hình Tây Đức phát sóng Mach GoGoGo năm 1971 và Captain Future năm 1980, sự thành công không lớn vì bị cáo buộc bạo lực và không phù hợp với trẻ em; chỉ đến khi phát sóng Versailles no Bara và các phim thể thao (Ganbare, Kickers!, Attack No. 1) thập niên 1990 thì hoạt hình Nhật Bản đã tìm thấy nhiều không gian trên truyền hình Đức. Giai đoạn 1970-1980, những phim thân thiện với trẻ em như World Masterpiece Theater không gặp sự phản đối nào; xuất hiện phim hợp tác Đức-Nhật như Vicky the Vicking, Mitsubachi Māya no Bōken, Cuộc phiêu lưu kỳ diệu của Nils. Các anime đầu tiên được Đức mua vào năm 1975 trên định dạng đĩa video TED (TElevision Disc). Trong thập niên 1980, nhiều anime xuất hiện trên băng VHS. Ngoài khai thác thị trường thứ cấp của truyền hình dành cho trẻ em, thị trường này đã bị chi phối bởi các tác phẩm khiêu dâm do Trimax phát hành. Những mặt hàng nhập khẩu này đã khiến "anime" bị liên kết với các tác phẩm khiêu dâm hoặc bạo lực cho đến cuối thập niên 2000. Đầu thập niên 1990, anime chiếu rạp xuất hiện tại Đức như Akira, Ghost in the Shell vài tác phẩm khác của Studio Ghibli là Mononoke Hime, Sen và Chihiro ở thế giới thần bí. Với sự ra đời của truyền hình tư nhân, một số lượng lớn anime cũng xuất hiện trên truyền hình; ban đầu thông qua việc mua các gói chương trình châu Âu với các bộ phim hoạt hình phương Tây và đôi khi có cả anime. Theo thời gian, các loạt phim anime dành cho vị thành niên đã được thêm vào trong chương trình; và tháng 8 năm 1999 các anime đã có chương trình chuyên biệt "Moon Toon Zone" trên RTL II. Chương trình này bao gồm Thủy thủ Mặt Trăng, Dragon Ball, Pokémon; được mở rộng với Anime @ RTL2 từ năm 2001 và PokitoTV năm 2004. Sự thành công của kênh truyền hình RTL II đã mở đầu việc cấp phép anime của RTL II và các kênh truyền hình khác. K-Toon, MTV, VIVA và VOX phát sóng anime cho một lượng khán giả lớn tuổi hơn. Từ năm 2007, những ưu đãi của anime trên truyền hình đã giảm đáng kể. Trong năm 2013, chương trình đã hoàn toàn ngừng hoạt động trên RTL II. Từ năm 2007 đến tháng 6 năm 2016, Animax Đức ra mắt kênh truyền hình trả tiền dành cho các nước nói tiếng Đức. Hiện tại, chỉ có ProSieben Maxx (từ năm 2013) và Nickelodeon đang phát sóng anime thường xuyên.
Một lượng người hâm mộ phát triển từ những năm 1980 với mức độ thấp. Với sự gia tăng và phổ biến của anime cùng manga sau khi phát hành Akira tại phương Tây, thậm chí nhiều hơn nữa sau thành công từ các loạt anime truyền hình dài tập như Dragon Ball hay Thủy thủ Mặt Trăng đã phát triển số lượng người hâm mộ lớn hơn. Điều này phụ thuộc nhiều vào giao tiếp thông qua trò chuyện trực tuyến và các diễn đàn trực tuyến, tạo ra các fanzine và các sự kiện hậu trường cũng như gặp mặt tại các hội chợ sách. Bên cạnh đó, cosplay tại các hội chợ thương mại và vẽ lại các nhân vật nổi tiếng hay những câu chuyện về sở thích cá nhân tại hậu trường. Ngoài ra, thường có sự đối chiếu với xã hội và văn hóa Nhật Bản vượt qua văn hóa đại chúng. Như vậy, cộng đồng người hâm mộ anime và manga có thể được xem như một nền văn hóa rộng lớn của thời trang Nhật Bản hiện đại, bao gồm J-pop và Visual kei, ẩm thực Nhật Bản, thời trang, karaoke và trò chơi máy tính. Các sự kiện mà người hâm mộ quan tâm là hội chợ anime, ngày Nhật Bản (Japan-Tag), hội chợ sách và các sự kiện về điện ảnh Nhật Bản. Tạp chí thương mại anime tiếng Đức chuyên nghiệp duy nhất hiện tại là AnimaniA, xuất bản từ tháng 9 năm 1994; các tạp chí mới như Mega Hiro, Koneko và Kids Zone

## Nga
Liên Xô nhập khẩu giới hạn hoạt hình từ các quốc gia tư bản theo tiêu chí ý thức hệ. Năm 1970, đài phát thanh - truyền hình Trung ương Liên Xô phát sóng Taiyō no Ōji Horusu no Daibōken; sau đó nhập khẩu hoạt hình Nhật Bản chiếu rạp (Nagagutsu o Haita Neko năm 1971, Nagagutsu Sanjūshi năm 1972, Nagagutsu o Haita Neko: Hachijū Nichi-kan Sekaiisshū năm 1976) đồng thời hợp tác với Nhật Bản (Soratobu Yūreisen, Ali Baba và bốn mươi tên cướp, Jack và cây đậu thần, Anderusen Dōwa Ningyo Hime, Hồ thiên nga, Oyayubi Hime Monogatari, Sekai Meisaku Dōwa Mori wa Ikiteiru, Chiisana Pengin Roro no Bōken). Năm 1980, Liên Xô nhập khẩu anime chiếu rạp Soratobu Yūreisen. Liên Xô tan rã đầu thập niên 1990, phân phối băng đĩa lậu điện ảnh Hoa Kỳ và anime bùng nổ; truyền hình Nga bắt đầu phát sóng Robotech, GoShogun, Mahōtsukai Sarī. Năm 1996, phiên bản không kiểm duyệt của Thủy thủ Mặt Trăng phát sóng trên truyền hình và tác động lớn đến người xem. Câu lạc bộ anime 'R.An.Ma' thành lập năm 1996. Đầu thập niên 2000, Internet cùng công nghệ kỹ thuật số phát triển giúp tải và chia sẻ anime, hiện tượng truyền hình Pokémon tại Nga. Liên hoan phim hoạt hình Nhật Bản toàn Nga đầu tiên được tổ chức tại Voronezh vào năm 2000. Đầu thập niên 2000, xuất hiện tạp chí chuyên biệt (Strana Igr, AnimeMangazine, AnimeGid), các kênh truyền hình chuyên biệt (MTV, Muz-TV, 2x2, Fan), các hãng phân phối (MC Entertainment, XL Media, Mega-Anime, Reanimedia). Các nghệ sĩ người Nga cũng được truyền cảm hứng từ anime như Production I.G hợp tác với Linda trong video âm nhạc anime của bài hát 'Chains and Rings' năm 2003, Studio 4 ° C hợp tác với Ligalize trong video âm nhạc 'Наша с тобой победа, Chiến thắng của chúng tôi' năm 2005, Evgenia Medvedeva cosplay Thủy thủ Mặt Trăng và biểu diễn trượt băng nghệ thuật tại Tokyo năm 2017.

## Ý

### "Cuộc xâm lược" đầu tiên
Một số anime điện ảnh đầu tiên được phân phối tại rạp chiếu phim ở Ý trong giai đoạn 1959 -1975 như: Hakujaden, Saiyūki, Andersen Monogatari năm 1968, Taiyō no Ōji Horusu no Daibōken năm 1968, Nagagutsu o Haita Neko năm 1969. Những anime điện ảnh được trình chiếu trong khuôn khổ các buổi thuyết giảng chủ nhật hoặc được phân phối bằng cách nhập khẩu lại từ Hoa Kỳ. Tuy nhiên, bước ngoặt thực sự giúp phổ biến anime tại Ý xảy ra vào nửa sau thập niên 1970 khi RAI nhập khẩu anime truyền hình đầu tiên. Rete 2 (nay là Rai 2) phát sóng anime đầu tiên là Barbapapa vào ngày 13 tháng 1 năm 1976, Vicky the Vicking vào tháng 1 năm 1977, Heidi, Cô bé đến từ vùng núi Alps và UFO Robot Grendizer vào năm 1978. Ý là một trong những quốc gia phương Tây đầu tiên nhập khẩu anime, đặc biệt từ cuối thập niên 1970 đến 1980 với hơn 100 loạt anime được mua (có lẽ không giống các quốc gia phương Tây khác) bởi RAI và các truyền hình tư nhân được tự do hóa vào năm 1976 (với quy mô các mạng truyền hình lớn hơn mà sau này trở thành Fininvest, nhưng thực tế vẫn còn một số đài truyền hình địa phương) xác nhận một "cuộc xâm lược hòa bình". Giữa thập niên 1980, anime tại Ý đón nhận một chiến dịch phản đối lan rộng từ dư luận, RAI bắt đầu giảm dần nhập khẩu anime và trong hơn một thập niên chỉ có Fininvest đề xuất một số tin tức nhập khẩu. Hầu hết anime nhập khẩu hướng đến khán giả ở độ tuổi đi học, hoặc chủ yếu là shōjo, trong khi số ít shōnen được chuyển hướng phát sóng trên mạng lưới truyền hình địa phương liên kết theo nhóm (Italia 7, Odeon 24). Mặt khác, các mạng truyền hình địa phương đã tự giới hạn trong nhiều năm về tiến trình phát sóng các loạt anime nhập khẩu trước đó bởi vì chi phí bản quyền tăng và hậu kỳ lồng tiếng đòi hỏi mất nhiều thời gian khiến nhập khẩu các tựa anime mới chậm hơn.

### Tác động thứ hai
Bối cảnh đó dẫn đến sự gián đoạn đáng kể trong phân phối các tựa anime nhập khẩu mới tại Ý (thị trường truyền hình và DVD hoặc VHS), chỉ được mở rộng một phần trong nửa cuối thập niên 1990 nhờ sự phát triển thị phần anime trong thị trường băng đĩa tại gia, một số người định nghĩa là 'tác động thứ hai' của hoạt hình Nhật Bản tại Ý. Từ năm 1999, các mạng truyền hình quốc gia như MTV Ý tới quy mô nhỏ hơn như La7 bắt đầu phát sóng hoạt hình Nhật Bản thường xuyên nhờ các thỏa thuận chặt chẽ với nhiều công ty phân phối băng đĩa lớn tại Ý (Dynit, Panini Video, Shin Vision). Đặc biệt, sự lựa chọn biên tập của MTV Ý đã góp phần đáng kể vào 'tác động thứ hai' của hoạt hình Nhật Bản khi ủng hộ mở rộng thị trường và nhập khẩu mới các loạt phim chuyên biệt dành cho khán thính giả mục tiêu trên 14 tuổi. Sự hiệp trợ với các công ty phân phối băng đĩa giúp các đài truyền hình Ý tiết kiệm đáng kể chi phí bản quyền và chất lượng bình quân chuyển ngữ rất cao. MTV Ý phát sóng nhiều tựa phim chuyên biệt với mục đích quảng bá băng đĩa cho các công ty phân phối, ví dụ 'robothon marathon' ra mắt vào ngày 13 tháng 12 năm 2000 đã phát sóng nhiều tập đầu tiên của các loạt phim mecha khác nhau, 'tuần lễ anime' ra mắt vào cuối tháng 9 năm 2005 và năm 2006. Tương tự, Italia 1 của Mediaset thường xuyên phát sóng hoạt hình Nhật Bản trong chuyên mục 'Notti Manga' vào đêm khuya từ giữa năm 1999 và năm 2001; trong đó, một số anime được công ty phân phối băng đĩa Yamato Video biên tập phát sóng vào chương trình buổi chiều thông thường. Từ năm 2009, RAI quay lại phát sóng anime trên truyền hình kỹ thuật số mặt đất Rai 4 (Tengen Toppa Gurren Lagann, Code Geass). Thập niên 2010, xuất hiện các đài truyền hình nền tảng kỹ thuật số phát sóng chuyên biệt hoạt hình Nhật Bản như Man-ga, Anime Gold.

## Một số quốc gia khác
Phân phối băng đĩa tại gia Phần Lan lựa chọn anime lấy cảm hứng từ châu Âu trong chiếu rạp thập niên 1970 (Nagagutsu o Haita Neko, Anderusen Dōwa Ningyo Hime, Nagagutsu o haita neko hachijū-nichikan sekai isshū, Dōbutsu Takarajima) và truyền hình thập niên 1980 (Gatchaman, Mitsubachi Māya no Bōken, Cuộc phiêu lưu kỳ diệu của Nils, Anime hachijū-nichikan sekai isshū). Đầu thập niên 1990, anime được phát sóng trên Polonia 1 (Tsubasa Giấc mơ sân cỏ, Tōshō Daimos), hiện tượng Thủy thủ Mặt Trăng năm 1994, Akira, các phim Ghibli hình thành nhận thức nguồn gốc Nhật Bản và dẫn đến sự ra đời của tạp chí Kawaii (1997-2005). Đầu thập niên 2000, hiện tượng Dragon Ball và Pokémon được liên kết buôn bán vật phẩm, truyền thông Phần Lan thảo luận về hiện tượng như một vấn đề xã hội. Hungary phát sóng anime cuối thập niên 1980, gia tăng cuối thập niên 1990 (Thủy thủ Mặt Trăng, Dragon Ball) và tác động mạnh mẽ đến văn hóa đại chúng Hungary nửa đầu thập niên 2000 (Pokémon, Yu-Gi-Oh!, Naruto). Anime bắt đầu phát sóng tại Bỉ vào thập niên 1980 với nhiều ngôn ngữ khác nhau (Wallonie qua Club Dorothée trên TF1 của Pháp, Vlaanderen qua đài truyền hình Hà Lan nhưng ít chương trình hơn so với kênh tiếng Pháp), anime bùng nổ tại Bỉ từ thập niên 2000 khi các hãng phân phối anime bắt đầu tiếp cận thị trường và phim Ghibli tạo dấu ấn trong văn hóa đại chúng Bỉ-Hà Lan. Thập niên 2000, anime phát sóng tại Bỉ qua các kênh như Fox Kids, VIER, Q2 (Pokémon, Rurounin Kenshin, Dragon Ball Z, Thủy thủ Mặt Trăng, Yu-Gi-Oh!, Death Note, Bleach, One Piece). Kênh truyền hình vệ tinh trả phí Animax của Sony phát sóng 24 giờ mỗi ngày tại România, Hungary, Cộng hòa Séc, Đức, Bồ Đào Nha.